# Trio Passage
Trio Passage српски је бенд настао 1997. године.

## Опште информације
Trio Passage настаје 1997. године, убрзо постаје један од најтраженијих клупских бендова у Београду и Новом Саду. Учествао је на фестивалима као што су Беовизија, Радијски фестивал и други. Одсвирали су преко 500 матурских вечери у хотелу Хајат у Београду до 2024. године. Стални чланови бенда су Нада Радосављевић и Весна Маринковић (дипломирани музички педагози) и Лозничанин Јован Ђорђевић (професор француског језика и књижевности).
Синглови који постижу велику популарност су обрада После девет година (Хеј, хеј дечаче) и њихове оригиналне песме Као дрога и Не дам ја на тебе.

## Дискографија

### Албуми
- Као дрога (2003)
- Из ината (2006)

### Синглови
- Спаси ме (2003)
- Као дрога (2003)
- После девет година (2004)
- Луда сам (2004)
- Из ината (2006)
- Судићу ти ја (2006)
- Заувек (2009)
- Не дам ја на тебе (2012)